# パラロットマティカ
座標: 北緯41度49分30.90秒 東経12度27分59.48秒 / 北緯41.8252500度 東経12.4665222度
パラロットマティカ（PalaLottomatica）は、イタリアのローマにある屋内競技場である。

## 概要
1960年開催のローマオリンピックの開催を機に建設。五輪ではバスケットボールの決勝などが行われた。1991年ユーロバスケットの会場。現在はセリエAのパッラカネストロ・ヴィルトゥス・ローマの本拠アリーナである。2010年には男子バレーボール世界選手権の決勝ラウンドが開催された。
コンサートの開催実績にはローリング・ストーンズ、デペッシュ・モード、ザ・キュアー、ポール・マッカートニー、アイアン・メイデン、ダイアー・ストレイツらが行った。